# سیمون جووردانو
سیمون جووردانو (انگلیسی: Simone Giordano؛ زادهٔ ۲۱ دسامبر ۲۰۰۱) بازیکن فوتبال است.